# Branchiocerianthus urceolus
Branchiocerianthus urceolus är en nässeldjursart som beskrevs av Hans-Georg Mark 1898. Branchiocerianthus urceolus ingår i släktet Branchiocerianthus och familjen Corymorphidae. Inga underarter finns listade i Catalogue of Life.

## Bildgalleri

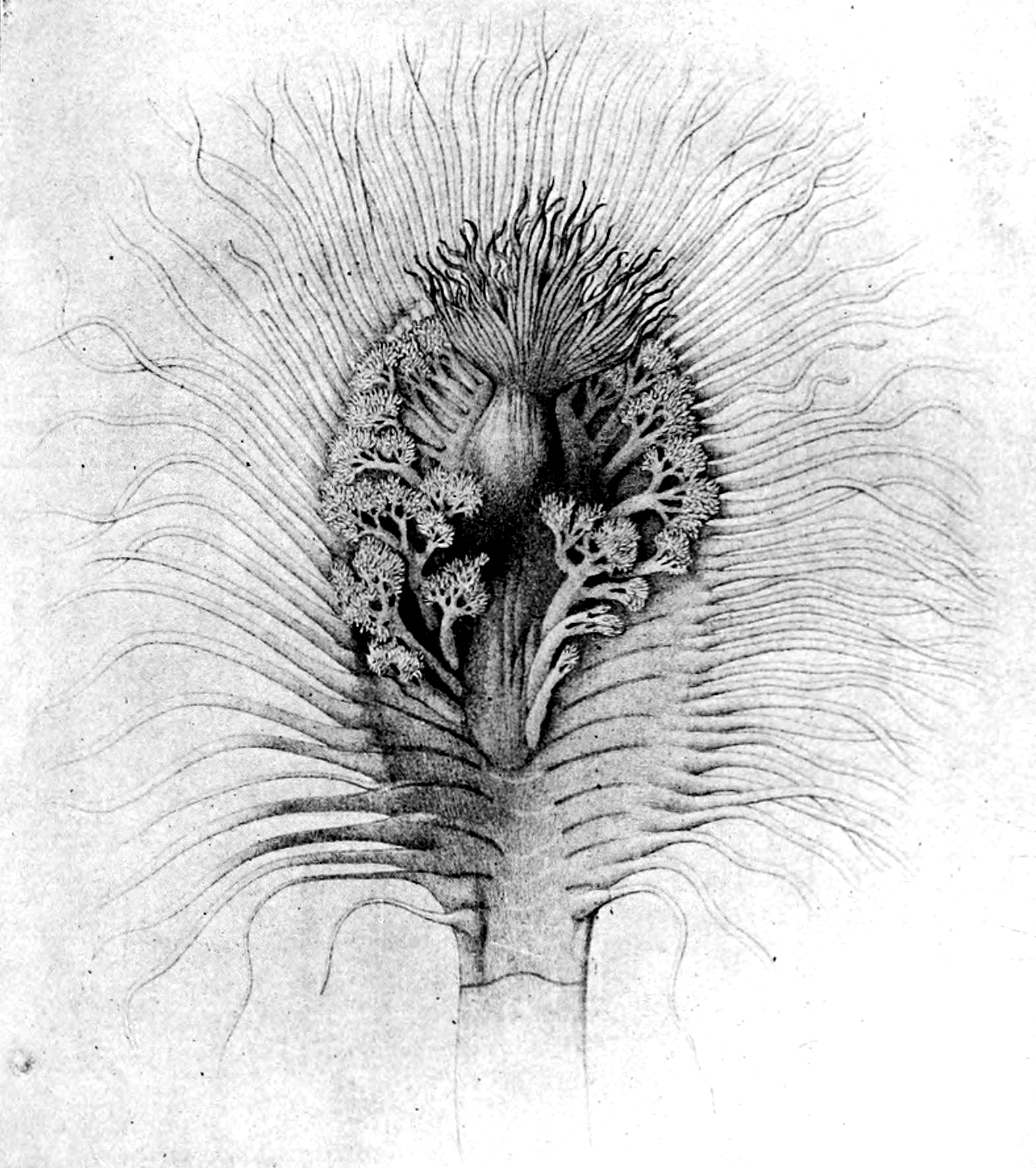